# Präsidentendreieck
Das Präsidentendreieck (auch Bundespräsidentendreieck oder Paulstraße 20 A genannt) ist eine Parkanlage im Berliner Ortsteil Moabit. Ihr vollständiger Name lautet Park auf dem Bundespräsidenten-Dreieck.

## Bezeichnung und Lage
Der Name des Parks leitet sich von seiner Lage und früheren Nutzung sowie der Form des Geländes ab. Der Park liegt am östlichen Spreeufer – dem Park des Schlosses Bellevue gegenüber (das der Amtssitz des deutschen Bundespräsidenten ist) – zwischen der Paulstraße, der Spree sowie der Stadtbahn. 

## Geschichte
Das rund zwei Hektar große Areal diente zuvor bis 1997 als Parkplatz des alten Bundespräsidialamtes. Da bei der Errichtung des neuen Bundespräsidialamtes neben dem Schloss Bellevue rund 80 Bäume und Grünflächen weichen mussten, wurde zum Ausgleich der nicht mehr benötigte Parkplatz in den Jahren 2000/2001 in eine öffentliche Grünfläche umgewandelt. Die Gestaltung folgte den 1998 erstellten Entwürfen des Schweizer Landschaftsarchitekten Dieter Kienast und beinhaltete, neben der Beibehaltung von Teilen des vorhandenen alten Baumbestands, die Anpflanzung von insgesamt 251 Gehölzen verschiedener Art, 1,5 Hektar Rasenfläche und 470 laufende Meter unterschiedlicher Hecken. Die Gesamtkosten beliefen sich auf 1,9 Millionen Mark. Der Park wurde am 23. Mai 2001 eröffnet.
Die Grünanlage dient zur Erholung mit einer Liegewiese direkt am Ufer der Spree, für Sport und als Spielplatz.
Umweltfreunde der Initiative wirBERLIN kümmerten sich im Jahr 2013 um die Säuberung der Wege im Park und führten entsprechende Gespräche vor Ort.

## Beschreibung

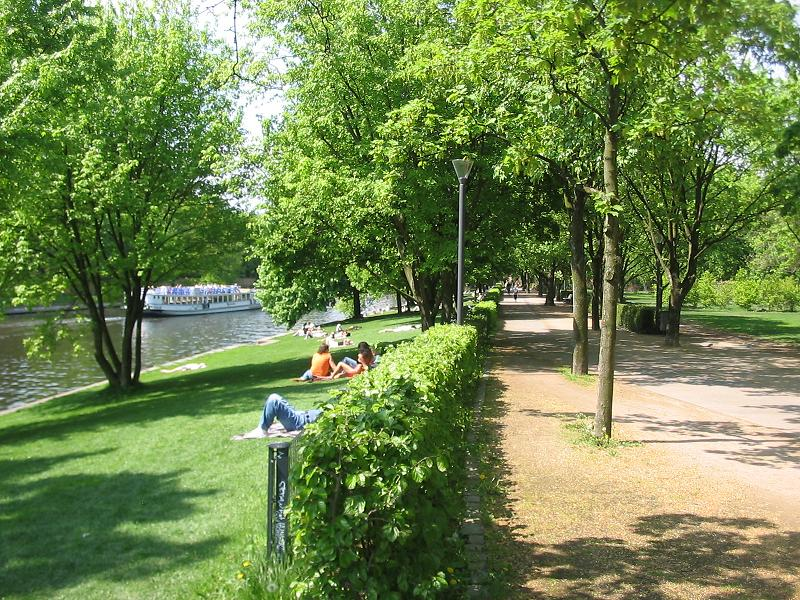
Park und Spree

Die Parkanlage setzt sich östlich der Lutherbrücke im Grünzug Moabiter Werder fort, der bis zum Regierungsviertel und zu den Uferpromenaden am Hauptbahnhof reicht und ebenfalls vom Landschaftsarchitekten Dieter Kienast entworfen wurde. Die Fertigstellung der Uferpromenaden ging mit der Eröffnung des Hauptbahnhofs im Jahr 2006 einher und schloss die letzte Lücke einer durchgehenden Promenade entlang der Spree, die von der Stadtbahntrasse am Präsidentendreieck bis zum Schiffbauerdamm führt. Östlich des Humboldthafens erfolgte eine Anbindung des Gesamtzuges an den bereits fertiggestellten Promenadenzug entlang des Berlin-Spandauer Schifffahrtskanals, der über den Invalidenfriedhof führt und derzeit am Nordhafen endet. Die Gustav-Heinemann-Brücke am Washingtonplatz vor dem Bahnhof wiederum verbindet die Anlagen mit dem Spreebogenpark am südlichen Flussufer.